# Enrico Maaßen
Enrico Maaßen (Wismar, 10 marzo 1984) è un allenatore di calcio ed ex calciatore tedesco, di ruolo centrocampista, tecnico del San Gallo.

## Carriera

### Allenatore
Dopo aver guidato per quattro anni il Drochtersen-Assel, nel 2018 diventa il tecnico del Rödinghausen; il 12 giugno 2020 passa al Borussia Dortmund II, con cui firma un contratto biennale. Il 21 maggio 2021 prolunga con i giallo-neri fino al 2024, vincendo poi qualche settimana più tardi il campionato di Regionalliga West.
L'8 giugno 2022 sostituisce Markus Weinzierl sulla panchina dell'Augusta, firmando un triennale. Viene esonerato il 9 ottobre 2023, con la squadra quindicesima in classifica.
Dal primo luglio 2024 è l’allenatore della compagine svizzera San Gallo, dopo essere stato preso a sostituzione dell’uscente Peter Zeidler.

## Statistiche

### Statistiche da allenatore
Statistiche aggiornate al 25 . In grassetto le competizioni vinte.
| Stagione                    | Squadra                     | Campionato                  | Campionato | Campionato | Campionato | Campionato | Coppe nazionali | Coppe nazionali | Coppe nazionali | Coppe nazionali | Coppe nazionali | Coppe continentali | Coppe continentali | Coppe continentali | Coppe continentali | Coppe continentali | Altre coppe | Altre coppe | Altre coppe | Altre coppe | Altre coppe | Totale | Totale | Totale | Totale | % Vittorie | Piazzamento |
| Stagione                    | Squadra                     | Comp                        | G          | V          | N          | P          | Comp            | G               | V               | N               | P               | Comp               | G                  | V                  | N                  | P                  | Comp        | G           | V           | N           | P           | G      | V      | N      | P      | %          | Piazzamento |
| --------------------------- | --------------------------- | --------------------------- | ---------- | ---------- | ---------- | ---------- | --------------- | --------------- | --------------- | --------------- | --------------- | ------------------ | ------------------ | ------------------ | ------------------ | ------------------ | ----------- | ----------- | ----------- | ----------- | ----------- | ------ | ------ | ------ | ------ | ---------- | ----------- |
| 2014-2015                   | Drochtersen-Assel           | NFV                         | 30         | 22         | 5          | 3          | NFV-P           | 1               | 0               | 0               | 1               | -                  | -                  | -                  | -                  | -                  | -           | -           | -           | -           | -           | 31     | 22     | 6      | 3      | 70,97      | 1° (prom.)  |
| 2015-2016                   | Drochtersen-Assel           | RN                          | 34         | 18         | 8          | 8          | NFV-P           | 5               | 5               | 0               | 0               | -                  | -                  | -                  | -                  | -                  | -           | -           | -           | -           | -           | 39     | 23     | 8      | 8      | 58,97      | 4°          |
| 2016-2017                   | Drochtersen-Assel           | RN                          | 34         | 12         | 10         | 12         | NFV-P+CG        | 1+1             | 0+0             | 0+0             | 1+1             | -                  | -                  | -                  | -                  | -                  | -           | -           | -           | -           | -           | 36     | 12     | 10     | 14     | 33,33      | 9°          |
| 2017-2018                   | Drochtersen-Assel           | RN                          | 34         | 10         | 14         | 10         | NFV-P           | 5               | 3               | 2               | 0               | -                  | -                  | -                  | -                  | -                  | -           | -           | -           | -           | -           | 39     | 13     | 16     | 10     | 33,33      | 12°         |
| Totale Drochtersen-Assel    | Totale Drochtersen-Assel    | Totale Drochtersen-Assel    | 132        | 62         | 37         | 33         |                 | 13              | 8               | 2               | 3               |                    | -                  | -                  | -                  | -                  |             | -           | -           | -           | -           | 145    | 70     | 39     | 36     | 48,28      |             |
| 2018-2019                   | Rödinghausen                | RW                          | 34         | 19         | 6          | 9          | WF-P+CG         | 6+2             | 5+1             | 1+0             | 0+1             | -                  | -                  | -                  | -                  | -                  | -           | -           | -           | -           | -           | 42     | 25     | 6      | 10     | 59,52      | 3°          |
| 2019-2020                   | Rödinghausen                | RW                          | 26         | 20         | 3          | 3          | WF-P+CG         | 5+1             | 2+0             | 3+1             | 0+0             | -                  | -                  | -                  | -                  | -                  | -           | -           | -           | -           | -           | 32     | 22     | 7      | 3      | 68,75      | 1° (prom.)  |
| Totale Rödinghausen         | Totale Rödinghausen         | Totale Rödinghausen         | 60         | 39         | 9          | 12         |                 | 14              | 8               | 5               | 1               |                    | -                  | -                  | -                  | -                  |             | -           | -           | -           | -           | 74     | 47     | 14     | 13     | 63,51      |             |
| 2020-2021                   | Borussia Dortmund II        | RW                          | 40         | 27         | 12         | 1          | -               | -               | -               | -               | -               | -                  | -                  | -                  | -                  | -                  | -           | -           | -           | -           | -           | 40     | 27     | 12     | 1      | 67,50      | 1° (prom.)  |
| 2021-2022                   | Borussia Dortmund II        | 3L                          | 36         | 14         | 7          | 15         | -               | -               | -               | -               | -               | -                  | -                  | -                  | -                  | -                  | -           | -           | -           | -           | -           | 36     | 14     | 7      | 15     | 38,89      | 9°          |
| Totale Borussia Dortmund II | Totale Borussia Dortmund II | Totale Borussia Dortmund II | 76         | 41         | 19         | 16         |                 | -               | -               | -               | -               |                    | -                  | -                  | -                  | -                  |             | -           | -           | -           | -           | 76     | 41     | 19     | 16     | 53,95      |             |
| 2022-2023                   | Augusta                     | BL                          | 34         | 9          | 7          | 18         | CG              | 2               | 1               | 0               | 1               | -                  | -                  | -                  | -                  | -                  | -           | -           | -           | -           | -           | 36     | 10     | 7      | 19     | 27,78      | 15°         |
| 2023-2024                   | Augusta                     | BL                          | 7          | 1          | 2          | 4          | CG              | 1               | 0               | 0               | 1               | -                  | -                  | -                  | -                  | -                  | -           | -           | -           | -           | -           | 8      | 1      | 2      | 5      | 12,50      | Eson        |
| Totale Augusta              | Totale Augusta              | Totale Augusta              | 41         | 10         | 9          | 22         |                 | 3               | 1               | 0               | 2               |                    | -                  | -                  | -                  | -                  |             | -           | -           | -           | -           | 44     | 11     | 9      | 24     | 25,00      |             |
| 2024-2025                   | San Gallo                   | SL                          | 38         | 13         | 13         | 12         | CS              | 3               | 2               | 0               | 1               | UECL               | 12                 | 4                  | 4                  | 4                  | -           | -           | -           | -           | -           | 53     | 19     | 17     | 17     | 35,85      | 8°          |
| Totale Carriera             | Totale Carriera             | Totale Carriera             | 347        | 165        | 87         | 95         |                 | 33              | 19              | 7               | 7               |                    | 12                 | 4                  | 4                  | 4                  |             | -           | -           | -           | -           | 392    | 188    | 98     | 106    | 47,96      |             |

## Palmarès

### Allenatore

#### Competizioni nazionali
- Regionalliga West: 2

Rödinghausen: 2019-2020
Borussia Dortmund II: 2020-2021